# Группа узла
Группа узла — характеристика узла, определяемая как фундаментальная группа его дополнения.

## Определение
Пусть {\displaystyle K\subset \mathbb {R} ^{3}} есть узел.
Тогда группа узла определяется как фундаментальная группа {\displaystyle \pi _{1}(\mathbb {R} ^{3}\setminus K)}..

### Комментарий
По другим соглашениям узел рассматривается как вложение окружности в 3-сферу.
В этом случае группу узла определяют как фундаментальную группу его дополнения в {\displaystyle S^{3}}.
Оба определения дают изоморфные группы.

## Свойства
- Два эквивалентных узла имеют изоморфные группы узлов, так что группа узла является инвариантом узла и может быть использована для установления неэквивалентности пары узлов. Однако два неэквивалентных узла могут иметь изоморфные группы узлов (см. пример ниже).

- Абелианизация группы узла всегда изоморфна бесконечной циклической группе {\displaystyle \mathbb {Z} }. Это следует из того, что абелизация совпадает с первой группой гомологий, которую легко вычислить.

- Группу узлов (а также фундаментальную группу ориентированных зацеплений в общем случае) можно вычислить с помощью сравнительно простых алгоритмов, используя представление Виртингера[англ.].

## Примеры
- Группа тривиального узла изоморфна {\displaystyle \mathbb {Z} }.
  - Обратное также верно.
- Группа трилистника изоморфна группе кос {\displaystyle B^{3}}, эта группа имеет задание:
{\displaystyle \langle x,y\mid x^{2}=y^{3}\rangle } или {\displaystyle \langle a,b\mid aba=bab\rangle }.
- Группа {\displaystyle (p,q)}-торического узла обладает заданием:
{\displaystyle \langle x,y\mid x^{p}=y^{q}\rangle }.
- Группа восьмёрки имеет задание:
{\displaystyle \langle x,y\mid yxy^{-1}xy=xyx^{-1}yx\rangle }.
- Прямой узел и бабий узел имеют изоморфные группы узлов, но узлы эти не эквивалентны.